# Louis King
Louis D’ajon King (ur. 6 kwietnia 1999 w Secaucus) – amerykański koszykarz, występujący na pozycji niskiego skrzydłowego.

## Kariera sportowa
W 2018 wystąpił w spotkaniach gwiazd amerykańskich szkół średnich – McDonald’s All-American, Jordan Brand Classic, Nike Hoop Summit.
2 grudnia 2020 zawarł kolejną umowę z Detroit Pistons na występy zarówno w NBA, jak i G-League. 14 grudnia opuścił klub.
30 kwietnia 2021 podpisał kontrakt z Sacramento Kings na występy w NBA i zespole G-League – Stockton Kings. 17 lutego 2022 opuścił klub. 26 grudnia 2022 zawarł umowę z Philadelphia 76ers na występy w NBA i zespole G-League – Delaware Blue Coats.

## Osiągnięcia
Stan na 24 października 2023, na podstawie, o ile nie zaznaczono inaczej.
NCAA
- Uczestnik Sweet 16 turnieju NCAA (2019)
- Mistrz turnieju konferencji Pac-12 (2019)
- Zaliczony do:
  - I składu:
    - turnieju Pac-12 (2019)
    - najlepszych pierwszorocznych zawodników Pac-12 (2019)

  - składu honorable mention All-Pac-12 (2019)

Drużynowe
- Mistrz G-League (2023)

Reprezentacja
- Brązowy medalista mistrzostw świata U–19 (2017)